# Тим О’Келли
Тим О’Ке́лли — один из главных героев сказочного цикла А. М. Волкова о Волшебной стране и Изумрудном городе. Действует в книгах «Огненный бог Марранов», «Жёлтый туман» и «Тайна заброшенного замка».

## Тим в книгах А. М. Волкова
Тим — канзасский мальчуган, живший на одной из ферм по соседству со Смитами. Сын Маргарет и Ричарда О’Келли. Является лучшим другом, постоянным спутником и защитником Энни Смит. Будучи старше Энни на полтора года, Тим дружит с ней с самого раннего детства (он даже добился отсрочки на год от поступления в школу — лишь бы только оказаться в одном классе с Энни).
Тим и Энни знали о Волшебной стране по рассказам Элли и с малых лет мечтали сами попасть в этот чудесный край. Для этого дети испробовали разные способы: сначала привадили на ферму множество дикого воронья, в надежде познакомиться с Кагги-Карр; затем пытались наладить дружбу с местными полевыми мышами, думая, что среди них может оказаться Рамина. Но эти попытки закончились неудачно, и тогда Энни и Тим обратились за помощью к Альфреду Каннингу — они думали, что он укажет им вход в пещеру, из которой в своё время Фред и Элли попали по подземной реке в королевство рудокопов. Фред слегка остудил пыл Тима и Энни, напомнив, что подземная «дорога» до сих пор перегорожена обвалом, однако обещал подумать над тем, как ребятам можно было бы попасть в страну своей мечты. Вскоре такое средство нашлось: Фред сдержал слово и изобрёл механических мулов, питающихся солнечной энергией. На этих мулах Тим и Энни вместе с пёсиком Артошкой отправились в своё первое путешествие в волшебный край.
По пути Тим не раз проявил себя героем: сначала отбился от стаи волков, затем спас от верной гибели Энни, упавшую с мула в зоне действия магического Чёрного камня Гингемы. Уже на территории Волшебной страны Тим научил Жевунов, как избавиться от последнего саблезубого тигра, терроризировавшего местное население.
Когда выяснилось, что Изумрудный город снова порабощён коварным Урфином Джюсом, Тим активно включился в борьбу с диктатором. Он пробрался прямо в Изумрудный дворец и выкрал волшебный телевизор. Более того, столкнувшись в Тронном зале с самим Джюсом, Тим попытался убить того ударом ящика по голове в надежде решить таким образом все проблемы; впрочем, удар хоть и сбил Джюса с ног, всё же оказался не смертельным.
Затем Тим и Энни доставили из Пещеры Усыпительную воду и с её помощью Тиму удалось освободить из заточения Страшилу, Дровосека, Дина Гиора и Фараманта.
Исход войны с Урфином Джюсом решился тоже благодаря Тиму. Когда ополчение Мигунов в Фиолетовой стране в затянувшемся ожидании полчищ Урфина стало терять боевой дух, Тим придумал развлечь бойцов игрой в волейбол. Прибывшее как раз к концу итогового матча войско Урфина заметило среди игроков своих соплеменников, про которых Джюс успел налгать, что их зверски убили Мигуны. Обман раскрылся и власть Джюса пала. А волейбол «сделался национальным спортом Прыгунов».
Резвые мулы вернули Тима и Энни в Канзас, но через год Волшебной стране вновь потребовалась помощь друзей из Канзаса. И Тим, вместе с неразлучной Энни, Артошкой и моряком Чарли Блеком прилетели в Изумрудный город на драконе Ойххо, чтобы вступить в борьбу с великаншей Арахной. Тиму выпала нелёгкая миссия — надо было сопроводить огромнейшую стаю мышей Рамины сквозь бурю и снег к убежищу Арахны, чтобы мыши изгрызли принадлежавший колдунье ковёр-самолёт. Тим справился с поручением и ковёр был уничтожен, таким образом злая фея лишилась возможности уклониться от решающей битвы. Сражение состоялось вскоре на Кругосветных горах: великан Тилли-Вилли и гигантский орёл Карфакс вступили с Арахной в отчаянный бой. Тим был единственным зрителем финала этой схватки — он следовал за дерущимися исполинами на летающем коврике Ружеро, в то время как остальные его товарищи вынуждены были дожидаться известий в укрытии.
Во время войны с менвитами, спустя два года, Тим и Энни в третий раз посетили Волшебную страну. В этот приезд их сопровождал Альфред Каннинг, а вот Артошку решено было оставить дома. Когда менвитский лётчик Мон-Со взял Энни в плен, Тим под прикрытием серебряного обруча пробрался невидимкой в лагерь Пришельцев, освободил Энни и попутно устроил там немалый переполох, окатив из шланга самого генерала Баан-Ну.
Стоит отметить, что Тим обладал неплохой памятью: он был единственным, кто запомнил магическое заклинание, необходимое для вызова Жёлтого тумана, при помощи которого сторонники Страшилы хотели было воздействовать на менвитов. Впрочем, Тим не смог сам прочесть магические слова — они казались ему слишком смешными, и он сбивался, не договорив фразу до конца. В итоге, озвучивать заклинание пришлось Альфреду Каннингу, впрочем оно всё равно не подействовало, поскольку всё волшебство Арахны утратило силу после её гибели и сожжения её магической книги.
Также Тим был первым, кто обнаружил, что мыши добрались до Усыпительной воды. Это известие открыло дорогу финальной операции по усыплению менвитов, после которой войну с Пришельцами можно было считать законченной.

## Возраст Тима
Данные о возрасте Тима в книгах Волкова отрывочны. Известно, что он старше Энни на полтора года. Действие четвёртой книги происходит главным образом после семилетия Энни (в подарок на которое она получила серебряный свисточек Рамины), ещё и спустя год, ушедший на учёбу в школе; стало быть, возраст Тима мог тогда составлять 9 с половиной или 10 лет. На момент событий пятой книги Тиму 11 лет. В шестой книге называется лишь возраст Энни: 12 лет; значит, Тиму тогда могло быть 13 с половиной или 14 лет.

## Тим в мультипликации
В мультфильме «Волшебник Изумрудного города», снятом в 1974 году по мотивам первых трёх книг Волкова о Волшебной стране, Тимом назван мальчик-спутник Элли, попавший вместе с ней в плен к подземным королям; в текстах Волкова в этой роли выступал другой мальчик — Фред Каннинг, троюродный брат Элли. Также Тим стал главным героем мультфильма 2019 года «Урфин Джюс возвращается».

## Тим в книгах других авторов
- Тим О’Келли неоднократно упоминается в книгах Юрия Кузнецова, продолжающих сериал Волкова о Волшебной стране («Изумрудный дождь» (1992), «Возвращение Арахны» (2000) и др.).
- Тим и его подруга Энни действуют в сказочной повести «Лазурная фея Волшебной страны» Алексея Шпагина (2020).

## Отзывы литературных критиков и авторские материалы
Постоянный рецензент Волкова, Т. К. Кожевникова, отметила недостаточную живость образов Тима и его подруги Энни по сравнению с главной героиней предыдущих трёх сказок о Волшебной стране, девочкой Элли. Также Кожевникова подвергла критике чрезмерную по её мнению лёгкость побед Тима и Энни над врагами, в том числе отметив разочарование от почти незаметного «ухода со сцены» Саблезубого тигра, побеждённого при участии Тима.
Вместе с тем Т. В. Галкина усматривает в образах Тима и Энни функциональное повторение схемы поведения девочки Элли, которое, по мнению другого критика, Л. В. Овчинниковой, можно определить принципом «обычный ребёнок в фантастическом мире сказки», в противовес тезису И. Н. Арзамасцевой о мифологеме Божественного Ребёнка, совершающего необыкновенные чудеса и «взрослые» подвиги.
Сам А. М. Волков высказался о введении персонажей Тима и Энни вместо прежней своей главной сказочной героини, девочки Элли, на страницах журнала «Пионер», объяснив необходимость замены желанием сохранить авторитет феи Рамины, предсказание которой, по сюжету сказки «Семь подземных королей», закрыло Элли путь в Волшебную страну.
Анализируя образ Тима в контексте психологической достоверности персонажей сказок А. М. Волкова, К. М. Спынь отмечает склонность Тима к ненужному риску и демонстративным поступкам, а также подчёркивает, что активная сюжетная роль Тима привела к оттеснению другого спутника Энни, пёсика Артошки, на задний план повествования.

## Тим в методической литературе
Сведенья о персонаже Тиме О’Келли включены в целый ряд методических разработок, предназначенных для учителей младших классов, в том числе в методическую программу МОУ СОШ № 3 ст. Старощербиновская Краснодарского края «Путешествие по книгам А. Волкова для учащихся 4-5 классов» (автор С. В. Калугина), в методическую разработку школы-интерната № 4 г. Переславля «Викторина по сказкам А. Волкова» (автор Т. А. Шевченко) и др. Вопросы, посвящённые Тиму О’Келли, содержатся также в методическом плане «КВН по произведениям А. Волкова „Волшебник Изумрудного города“ и др.» (автор Н. В. Брюханова), использующемся в учебном процессе в МОУ гимназии № 1 города Мончегорска, Мурманской области.